# 慈周寨镇
慈周寨乡，是中华人民共和国河南省安陽市滑县下辖的一个乡镇级行政单位。

## 行政区划
慈周寨乡下辖以下地区：
慈周寨第一村委、慈周寨第二村委、慈周寨第三村委、慈周寨第四村委、慈周寨第五村委、后赵村、北李庄村、小果园村、高家庄村、尚寨第一村、尚寨第二村、尚寨第三村、郭屯村、西连屯村、东连屯村、枣科村、郝庄村、南尹庄村、前李方屯第一村、前李方屯第二村、后李方屯村、寺头村、南李庄村、陈魏寨村、前大寨村、中大寨村、后大寨村、牛吴娘寨村、朱吴娘寨村、王吴娘寨村、林自头第一村委、林自头第二村委、西九女岗村、东九女岗村、方易寨村、小岗村、前柿园村、后柿园村、叶河道村、孙白社村、李白社村、毛白社村、闫家庄村和柴胡寨村。